# José Muñoz Maldonado
José Muñoz Maldonado (Alicante, 6 de febrero de 1807-Madrid, 16 de octubre de 1875), primer conde de Fabraquer desde el 26 de mayo de 1847 y vizconde de San Javier, periodista, novelista, historiador, jurista y político español.

## Biografía
Estudió Derecho en la Universidad de Alcalá de Henares. Se casó con Josefa Manuela Justa Gaviria y Alcoba el 8 de diciembre de 1829. El 26 de mayo de 1847, la reina Isabel II le concedió el condado de Fabraquer junto al vizcondado previo de San Javier.  Fue padre de José Muñoz y Gaviria, que heredó sus títulos.
Fue Ministro del Tribunal Supremo de Guerra y Marina. Fue senador vitalicio en la legislatura 1867-1868 y por la provincia de Zamora en la de 1872-1873. 
Dirigió el Semanario Pintoresco Español, El Museo de las Familias, El Mentor de la Infancia, El Domingo y Flor de la Infancia. Historiador, novelista por entregas y autor dramático, escribió crónicas, cuentos, leyendas de la Historia de España, bajo el título de La España caballeresca, Los Misterios del Escorial, Historia, leyenda, tradiciones, Historias, tradiciones y leyendas de las Imágenes de la Virgen aparecidas en España. Colaboró en la revista ilustrada madrileña El Globo Ilustrado y en El Panorama, Periódico de Literatura y Arte; fue un habitual traductor de folletines franceses de Paul de Kock; también tradujo Los Miserables de Víctor Hugo.
Falleció el 16 de octubre de 1875 en Madrid.

## Libros
- Historia política y militar de la guerra de Independencia contra Napoleón Bonaparte desde 1808 hasta 1814 (1833) 3 vols.
- Historia del emperador Carlos V (1862).
- Antonio Pérez y Felipe II: drama histórico original en cinco actos en prosa y en verso. Madrid, Imprenta de José María Repullés, 1837.
- Las catacumbas o los Mártires: historia de los tres primeros siglos del Cristianismo, México: Imp. de Juan R. Navarro, 1850.
- La revolución de Roma: historia del poder temporal de Pío IX, desde su elevación..., México: Imp. de Juan R. Navarro, 1849.
- España caballeresca, 1845.
- Causas célebres históricas españolas, 1858.
- Las catacumbas o Los mártires, 1848, novela.
- Los misterios de un castillo o El monasterio de Santa Espina, 1868, novela.
- Los dos mendigos o La conspiración del duque de Medina Sidonia, 1868, novela.